# OKO Tower
La Bashni "Oko" (en ruso, башни "Око"; en español, Torre Oko) es un rascacielos ubicado en la capital de Rusia, Moscú. Tiene un total de 85 pisos en los que se distribuyen apartamentos, oficinas y un hotel. La construcción del edificio comenzó oficialmente en 2011. En 2014 se terminó la estructura del rascacielos, y se inauguró en 2015. Con una altura de 354 metros es el tercer rascacielos más alto del país y de Europa, solo superado por la Torre Vostok (374 m) y el Lakhta Center (462 m).

## Galería

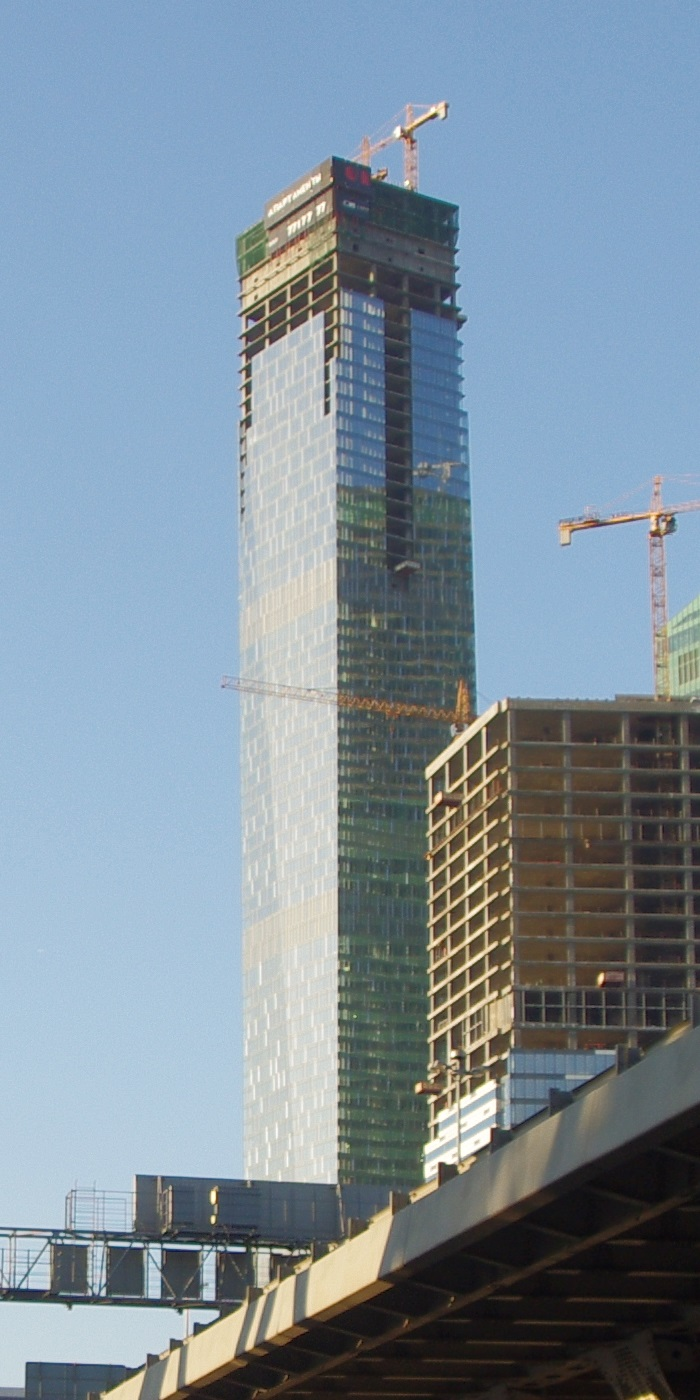
El rascacielos en construcción en 2014
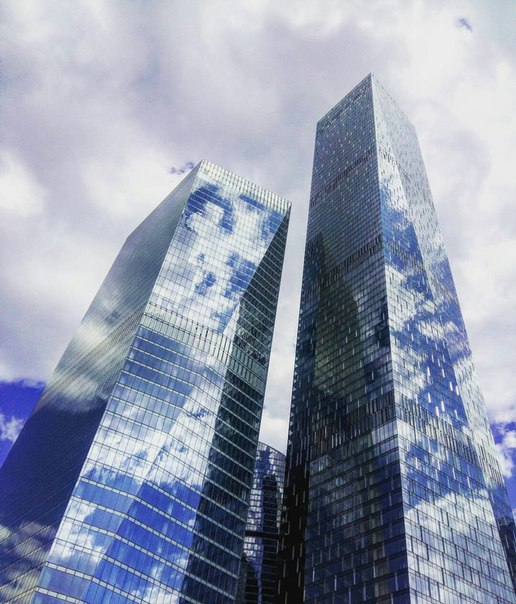
El complejo OKO visto desde la calle
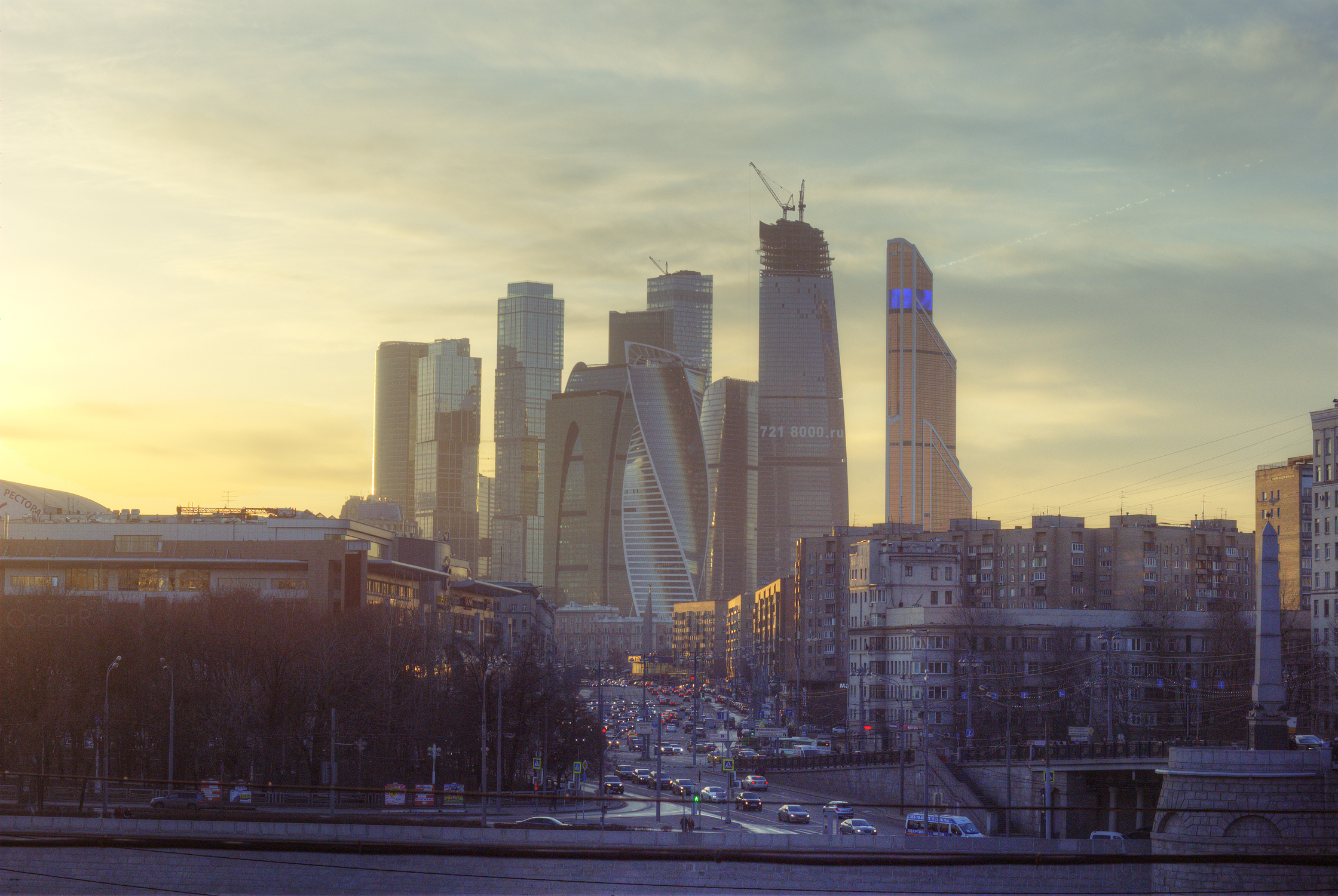
Centro Internacional de Negocios de Moscú en 2015